# Sabine Hossenfelder
 (novembre 2024).
Pour les articles homonymes, voir Hossenfelder.
Sabine Karin Doris Hossenfelder (née en 1976) est une physicienne théoricienne, autrice et vulgarisatrice scientifique allemande spécialisée en gravité quantique. Elle est attachée de recherche à l'Institut des études avancées de Francfort (en).

## Biographie
Sabine Hossenfelder étudie à l'université Johann Wolfgang Goethe de Francfort-sur-le-Main. Elle obtient une licence en mathématiques en 1997, une maîtrise en physique en 2000 sous la supervision de Walter Greiner (en), puis un doctorat en 2003 sous la direction de Horst Stöcker (en) avec la thèse Black Holes in Large Extra Dimensions,.
Elle poursuit avec plusieurs postdoctorats, d'abord au Centre de recherche sur les ions lourds de Darmstadt, puis aux États-Unis à l'Université de l'Arizona de Tucson et à l'Université de Californie à Santa Barbara et enfin au Canada à l'Institut Périmètre de physique théorique,,.
En 2009, elle devient assistant professeur au Nordic Institute for Theoretical Physics (en), en Suède,. En 2018, elle est attachée de recherche à l'Institut des études avancées de Francfort.
Parallèlement à ses recherches, Sabine Hossenfelder pratique également la vulgarisation scientifique, maintenant un blog à ce sujet depuis 2006, ainsi que la chaîne YouTube de vulgarisation Science without the gobbledygook (qu'on peut traduire en « la science sans le charabia ») depuis 2020. Elle écrit également la chronique Starts with a Bang dans le magazine Forbes et publie aussi dans Quanta Magazine, New Scientist, Nature, Scientific American,, Nautilidae et Physics Today.
Depuis 2016, elle offre ses services comme consultante en physique au tarif de 50 dollars américains pour 20 minutes de conversations en ligne. Le succès de l'initiative fait en sorte qu'elle a dû engager cinq autres physiciens pour répondre à la demande,.

## Honneurs
L'astéroïde (16648) Hossi est nommé en son honneur. « Hossi » était le surnom de Sabine Hossenfelder à l'école.